# Foolish Beat
„Foolish Beat“ je čtvrtý singl, a první popová balada, americké zpěvačky-skladatelky Debbie Gibsonové. Nejdříve ji nahrála v zimě roku 1987 pro koncertní šňůru Dream Tour, měsíc předtím než došlo k zařazení písně na debutové studiové album Out of the Blue.
Singl vydaný v únoru 1988 labelem Atlantic vystoupal v americké hitparádě Billboard Hot 100 na první místo 25. června téhož roku. 17letá Gibsonová se tak stala nejmladší ženskou umělkyní v historii amerického žebříčku, která sama napsala, vyprodukovala i nazpívala píseň, jež dosáhla vrcholu. V britské UK Singles Chart hit nejvýše figuroval na deváté příčce.
V Japonsku píseň vyšla na straně B se skladbou „Out of the Blue“ ve vydavatelství Atlantic Japan. V roce 2010 autorka nahrála novou verzi v podobě bonusu edice Deluxe alba Ms. Vocalist, uvolněného exkluzivně na japonském trhu v listopadu téhož roku.

## Formáty a seznam skladeb
| Foolish Beat | Foolish Beat                                      | Foolish Beat     | Foolish Beat         | Foolish Beat |
| Pořadí       | Název                                             | Autor            | verze                | Délka        |
| ------------ | ------------------------------------------------- | ---------------- | -------------------- | ------------ |
| 1.           | Foolish Beat                                      | Debbie Gibsonová | vocal / extended mix | 6:46         |
| 2.           | Foolish Beat                                      | Debbie Gibsonová | instrumentální       | 4:29         |
| 3.           | Only in My Dreams                                 | Debbie Gibsonová | dream house mix      | 10:03        |
| 4.           | Out of the Blue Shake Your Love Only in My Dreams | Debbie Gibsonová | směs / megamix       | 7:13         |

### Verze
- „Foolish Beat“ [LP verze] – 4:20
- „Foolish Beat“ [prodloužená verze] – 6:40
- „Foolish Beat“ [dlouhá prodloužená verze] – 9:47
- „Foolish Beat“ [video verze] – 4:20